# Greenwich Concours d'Elégance
Pour les articles homonymes, voir Greenwich et Concours d'élégance.
Le Greenwich Concours d'Elégance est un concours d'élégance de voitures de collection, fondé en 1996 à Greenwich dans le Connecticut aux États-Unis,.

## Histoire
Ce concours d'élégance annuel d'exception est fondé en 1996 par le couple américain Bruce et Genia Wennerstrom,,. Il se tient durant 3 jours de juin dans le parc Roger Sherman Baldwin (en) de Greenwich, au bord de l'océan Atlantique, en face de Long Island, à 50 km au Nord-Est de New York, pour présenter entre 100 et 200 voitures de collection anciennes, américaines et européennes, avec exposition de voitures, hot rod et moto, concours d'élégance, et vente aux enchères de voitures d'exception,,,. 

Quelques modèles exposés
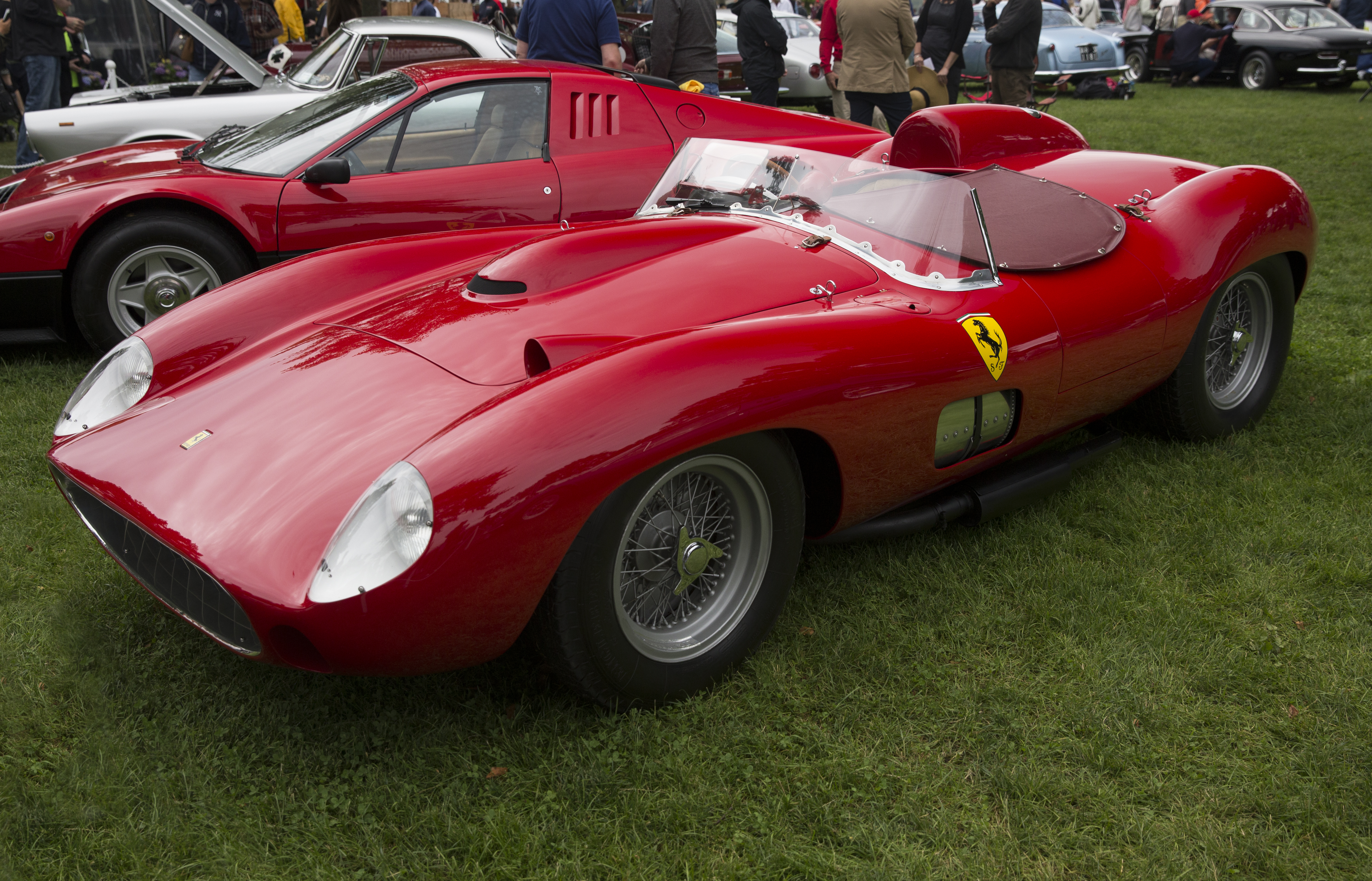
Ferrari 335 S (1957)
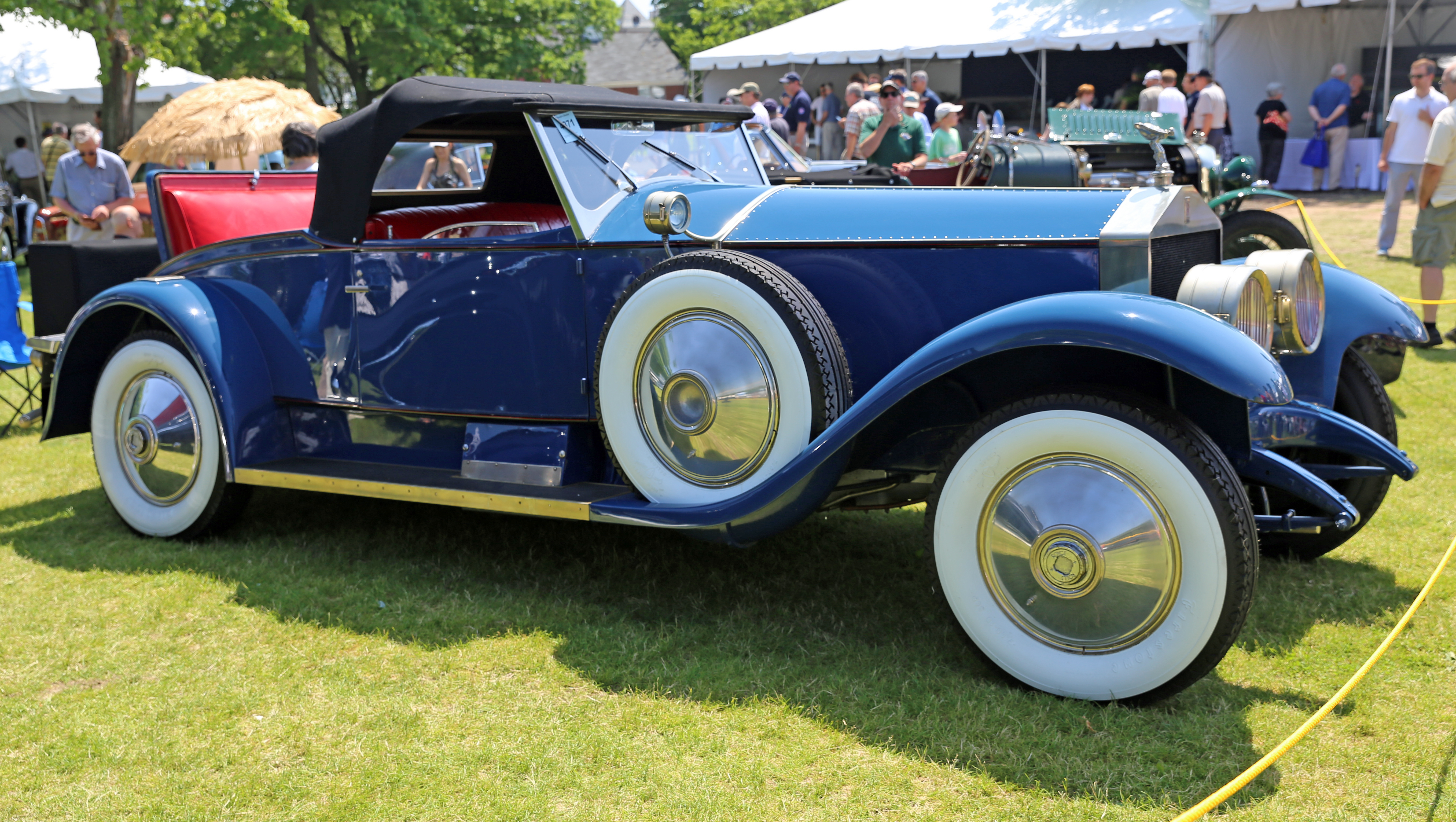
Rolls-Royce Silver Ghost Playboy Roadster (1926)

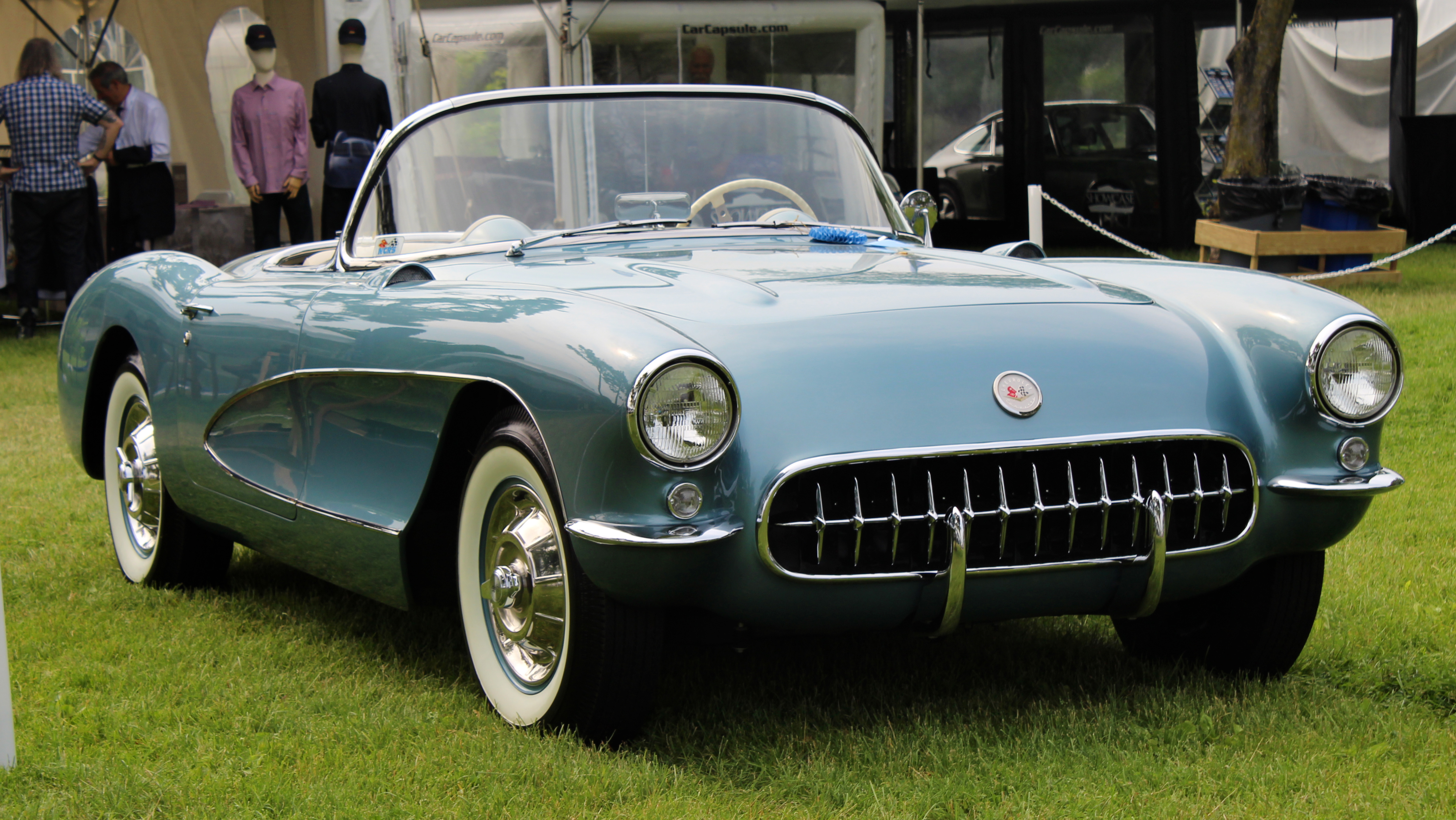
Chevrolet Corvette C1 (1956)
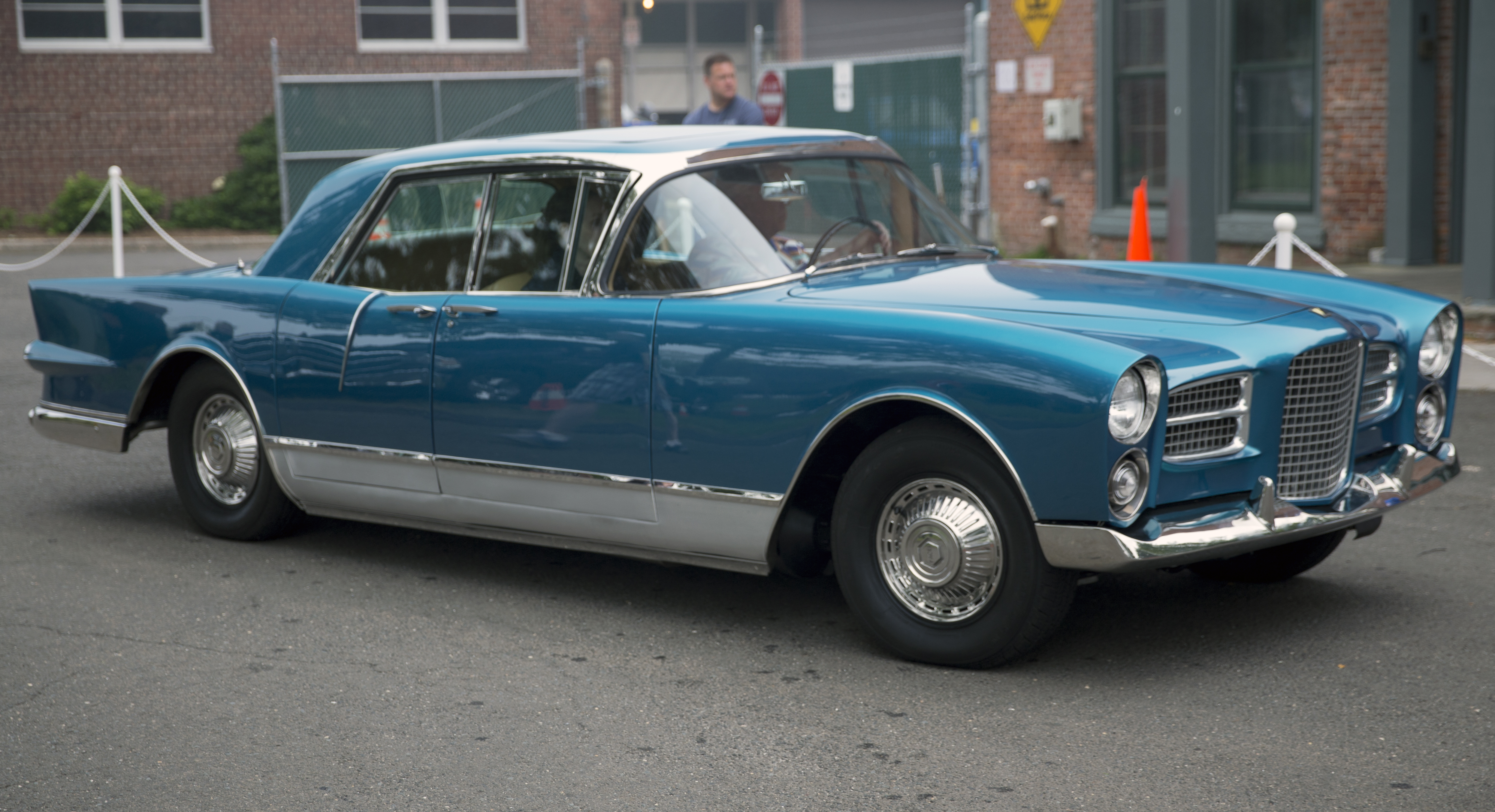
Facel Vega Excellence (1961)

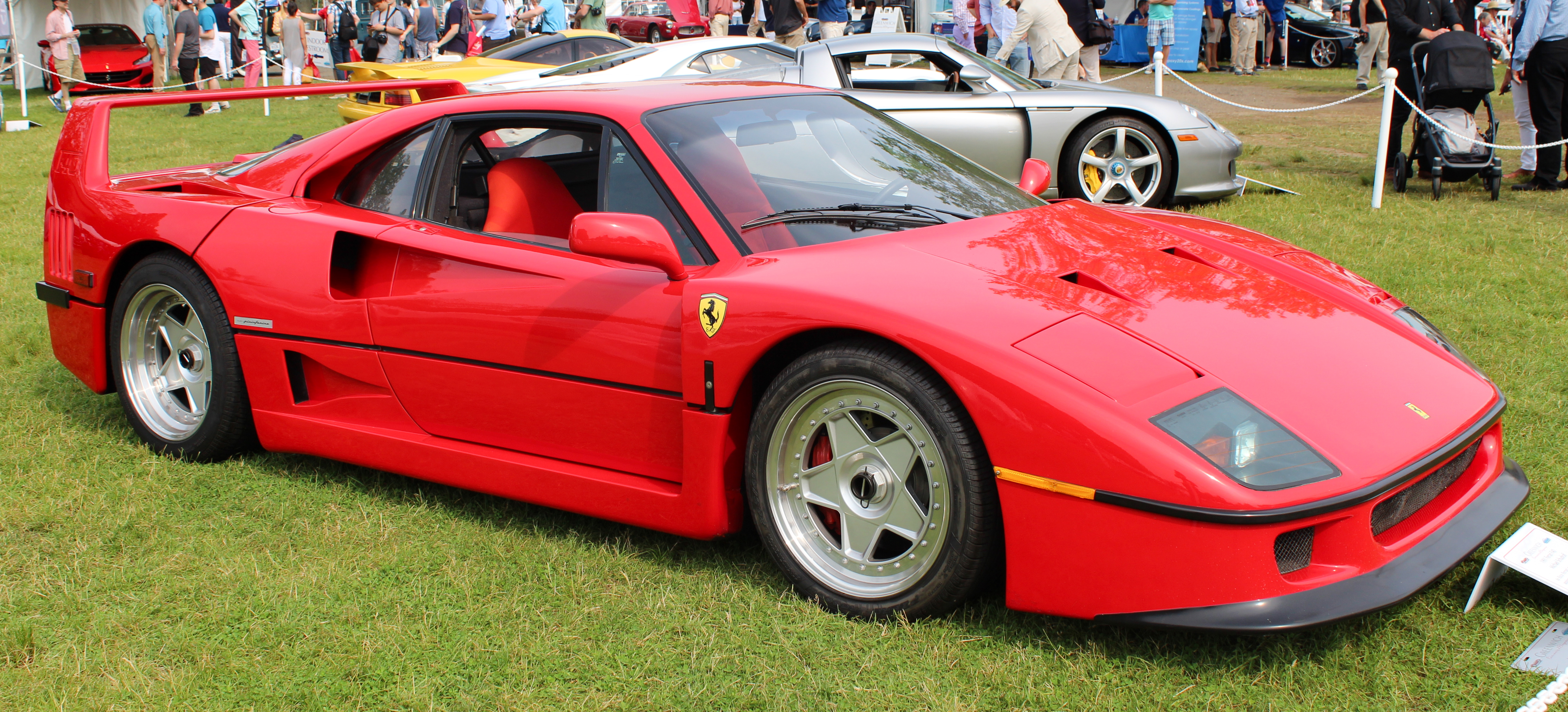
Ferrari F40 (1991)
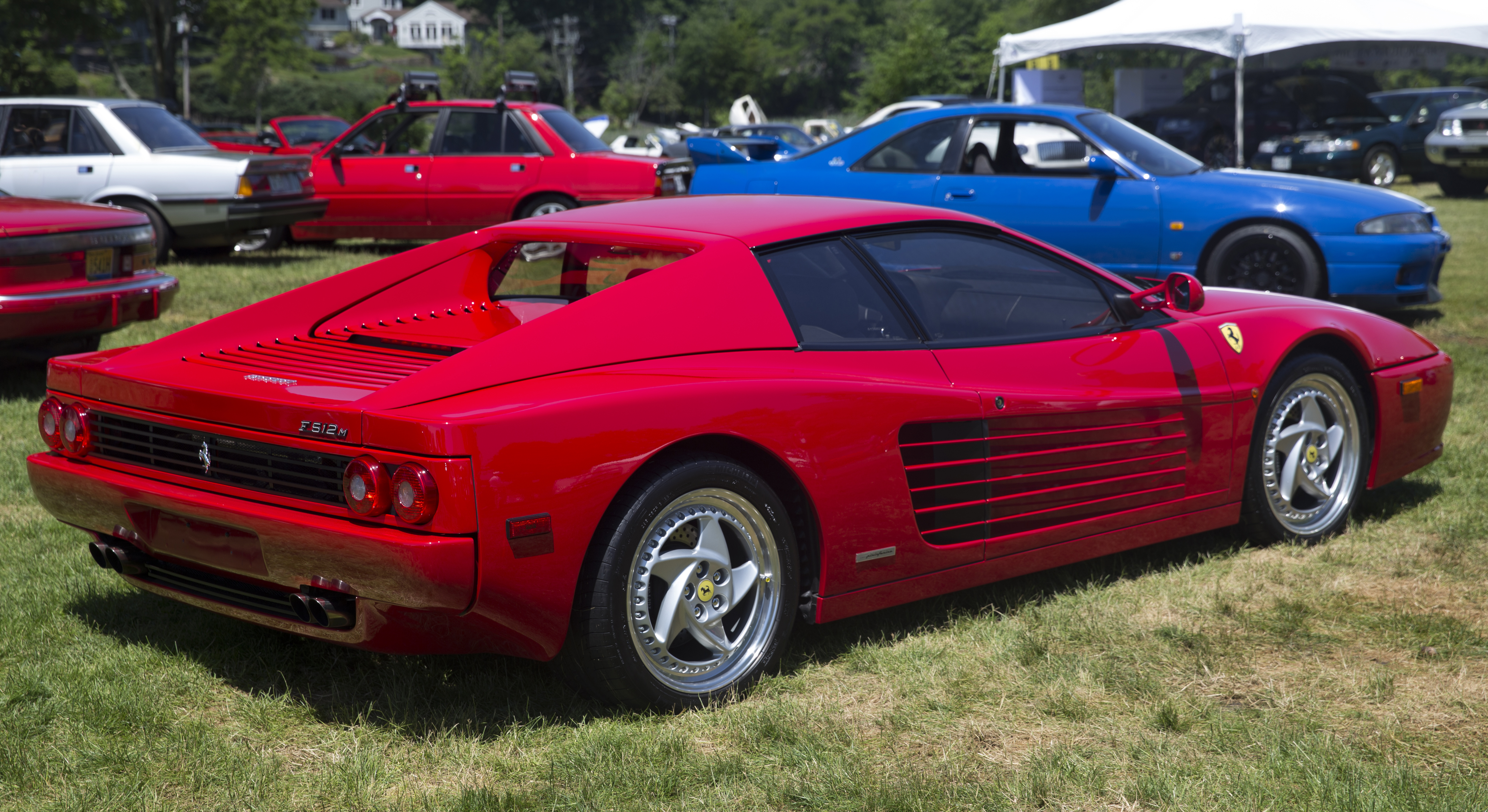
Ferrari F512 M (1996)

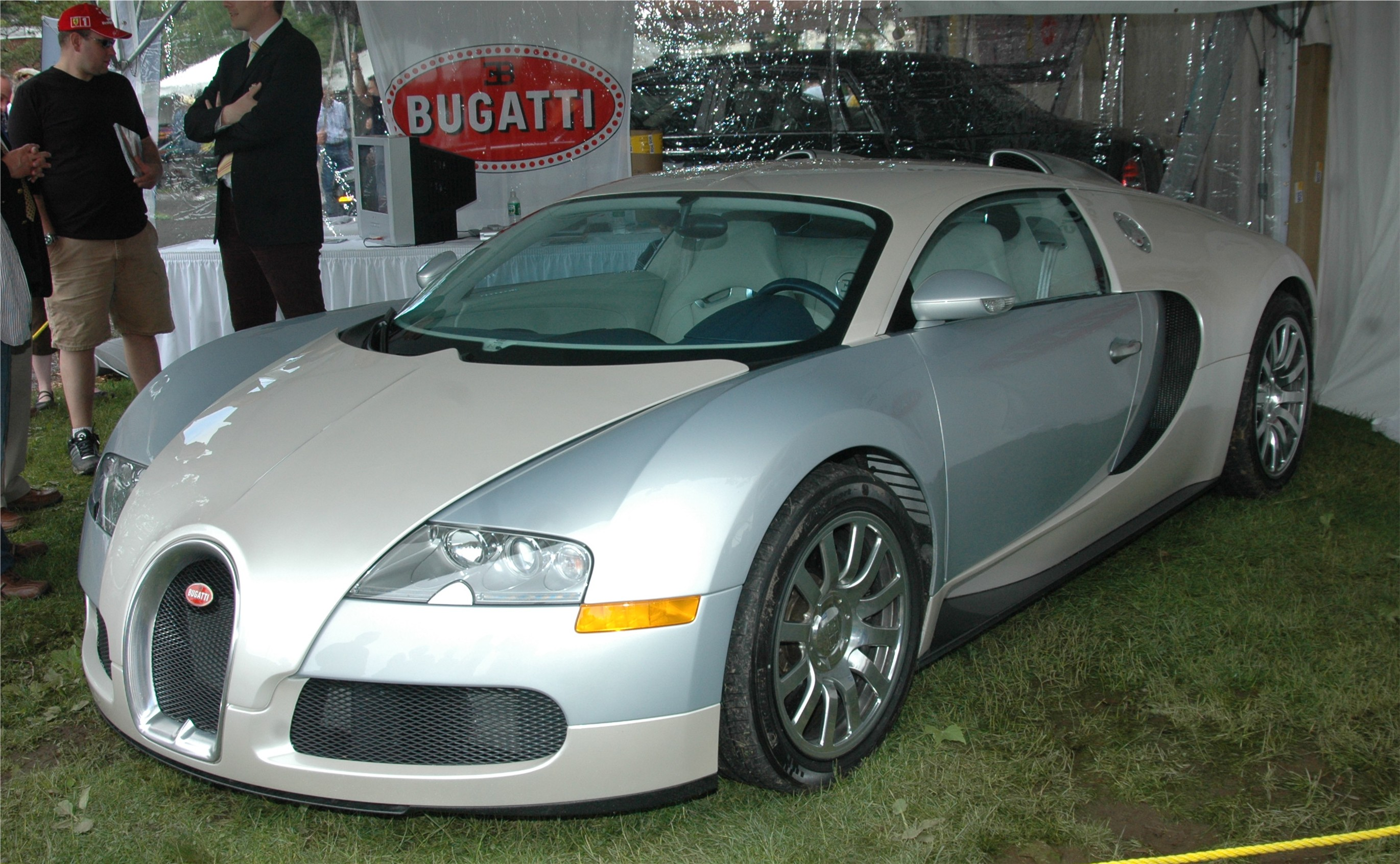
Bugatti Veyron 16.4 (2006)
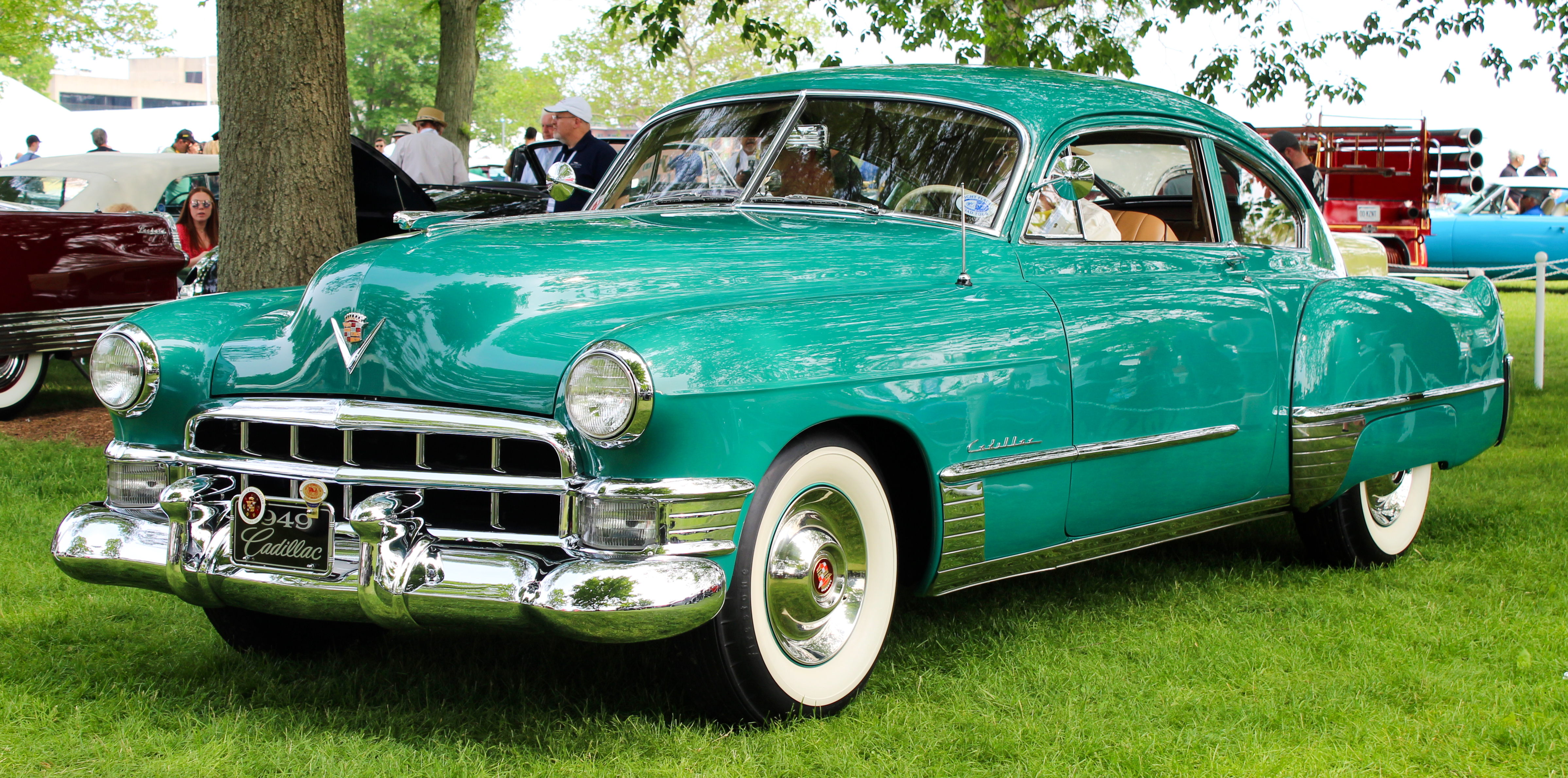
Cadillac Série 62 (1949)
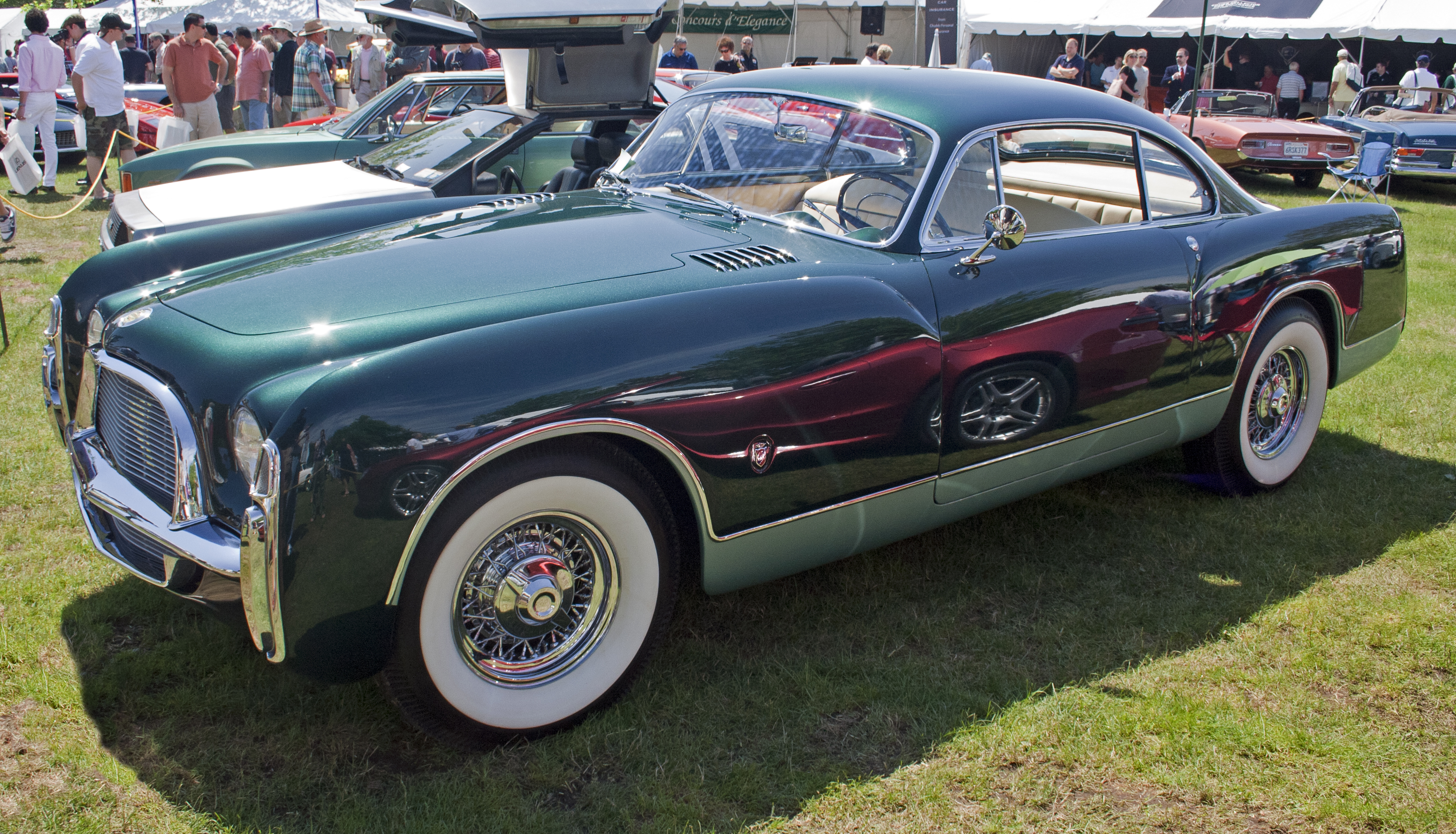
Chrysler Ghia Special Coupe (1952)
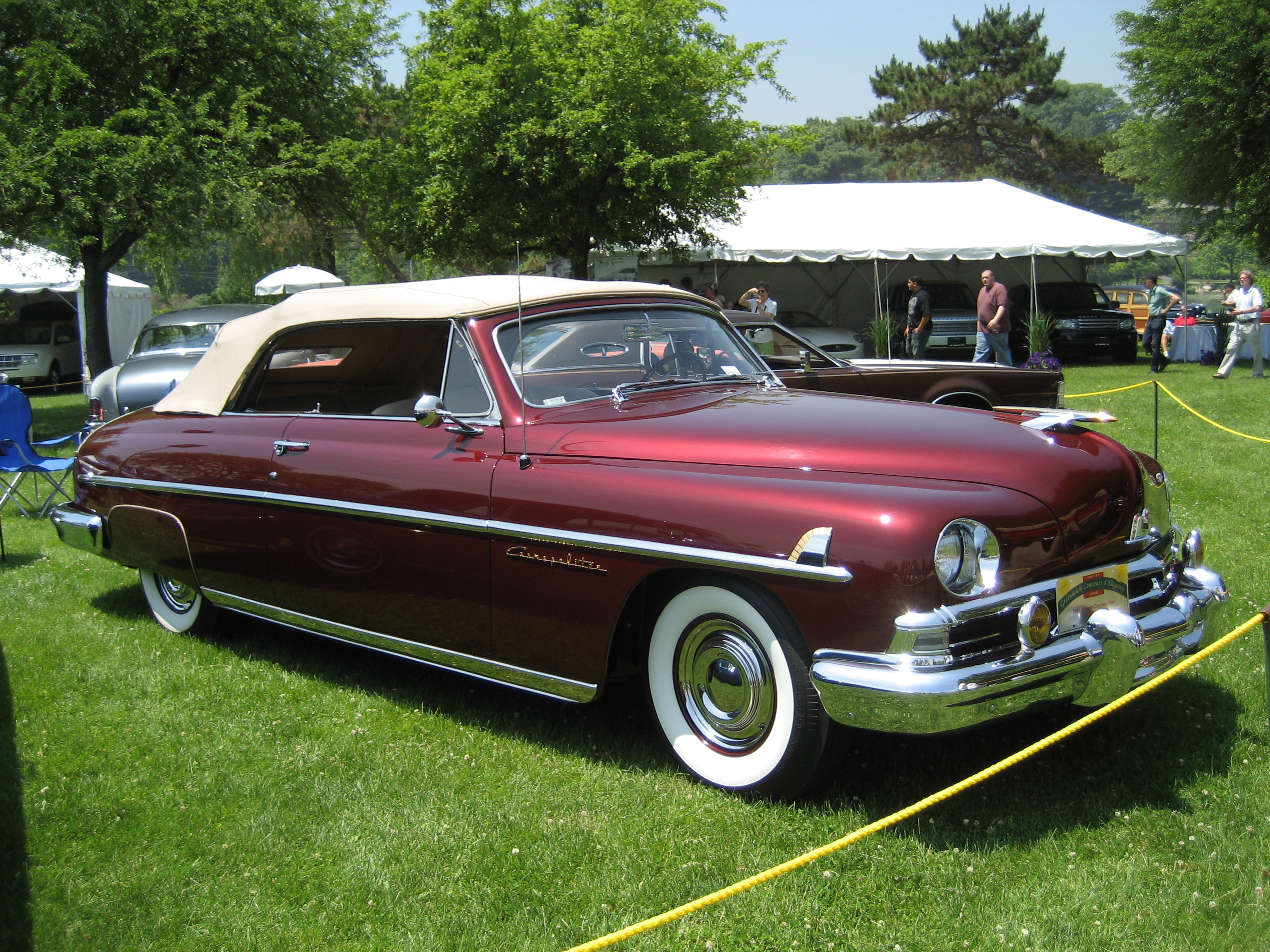
Lincoln Cosmopolitan (1951)